# Кислотність середовища
Кислотність середовища (англ. acidity of a medium) — використання цього терміна в основному звужене до середовищ, які містять кислоти Бренстеда, де йдеться про тенденцію середовища гідронувати специфічну референтну основу. Кількісною порівняльною мірою її в цьому ряді є константи рівноваги при утворенні аддуктів зі спільною еталонною основою Льюїса.